# So Sick (Kiiara)
So Sick è un singolo della cantante statunitense Kiiara pubblicato il 9 ottobre 2020.

## Tracce
1. So Sick – 2:27